# Bahnhof Berlin Friedrichstrasse
Bahnhof Berlin Friedrichstrasse (med tysk stavning Friedrichstraße), är en av Berlins största järnvägsstationer och knutpunkt för Berlins pendeltåg (S-Bahn), Berlins tunnelbana (U-Bahn) och regionaltåg. Stationen har därtill en plats i historien som gränsstation mellan Västberlin och Östberlin. I anslutning till stationen trafikerar även Berlins spårvagnar.
Järnvägsstationen är genom sitt centrala läge mellan Unter den Linden, Brandenburger Tor och Reichstag en populär utgångspunkt för turister. Pendeltågen och regionaltågen i öst-västlig riktning stannar ovan jord vid tre perronger med beteckningarna A, B och C. Dessa ligger på stadsbaneviadukten i en banhall. Tunnelbanans linje U6 går under Friedrichstraße. Berlins pendeltågs Nord-Süd-S-Bahn går under Reichstagufer. 
Stationen är en av Berlins stora stationer på järnvägslinjen Berlins stadsbana tillsammans med bland annat Berlin Zoologischer Garten, Berlin Hauptbahnhof, Berlin Alexanderplatz samt Berlin Ostbahnhof.

## Historia

### Stationen skapas
Bahnhof Berlin Friedrichstrasse började byggas 1878 efter Johannes Vollmers planer. Invigningen ägde rum tillsammans med stadsbanans invigning 7 februari 1882 för lokaltrafiken (senare S-Bahn) och 15 maj samma år för fjärrtrafiken. Järnvägsstationshallen blev redan innan första världskriget för liten och revs 1914. 1919–1925 byggdes dagens dubbelhall av Carl Theodor Brodführer samtidigt som man började bygga under jord. 30 januari 1923 stod tunnelbanestationen färdig där dagens linje U6 går. 1928 började S-Bahn trafikera där tidigare förortsbanan gått. 1936 stod Nord-Süd-Tunnel för pendeltågtrafiken klar. Nazisterna hade drivit igenom projektet som orsakade flera dödsolyckor. Vid samma tid fick tunnelbanestationen de gula paneler som den än idag har.

### Stationen mellan öst och väst
1961 blev station Friedrichstrasse gränsövergång mellan Västberlin- och Östberlin och anpassades för att noggranna kontroller av passagerarna skulle kunna göras. Byggnaden för gränsövergången finns idag kvar under namnet Tränenpalast. Platsen användes i flera verk med Kalla Kriget som motiv, bland annat böcker av John le Carré.

### Efter återföreningen
1990 kunde man återigen köra genomgående trafik på stationens C-perrong (Bahnsteig C) efter omfattande sanering av såväl Stadsbanan som Nord-Süd-Bahn. Nord-Süd-Tunnel sprängdes av SS-förband i krigets slutskede och låg oanvänd (och delvis översvämmad) och sanerades en första gång under 1991–1992 och en andra gång under 2002.

## Bilder

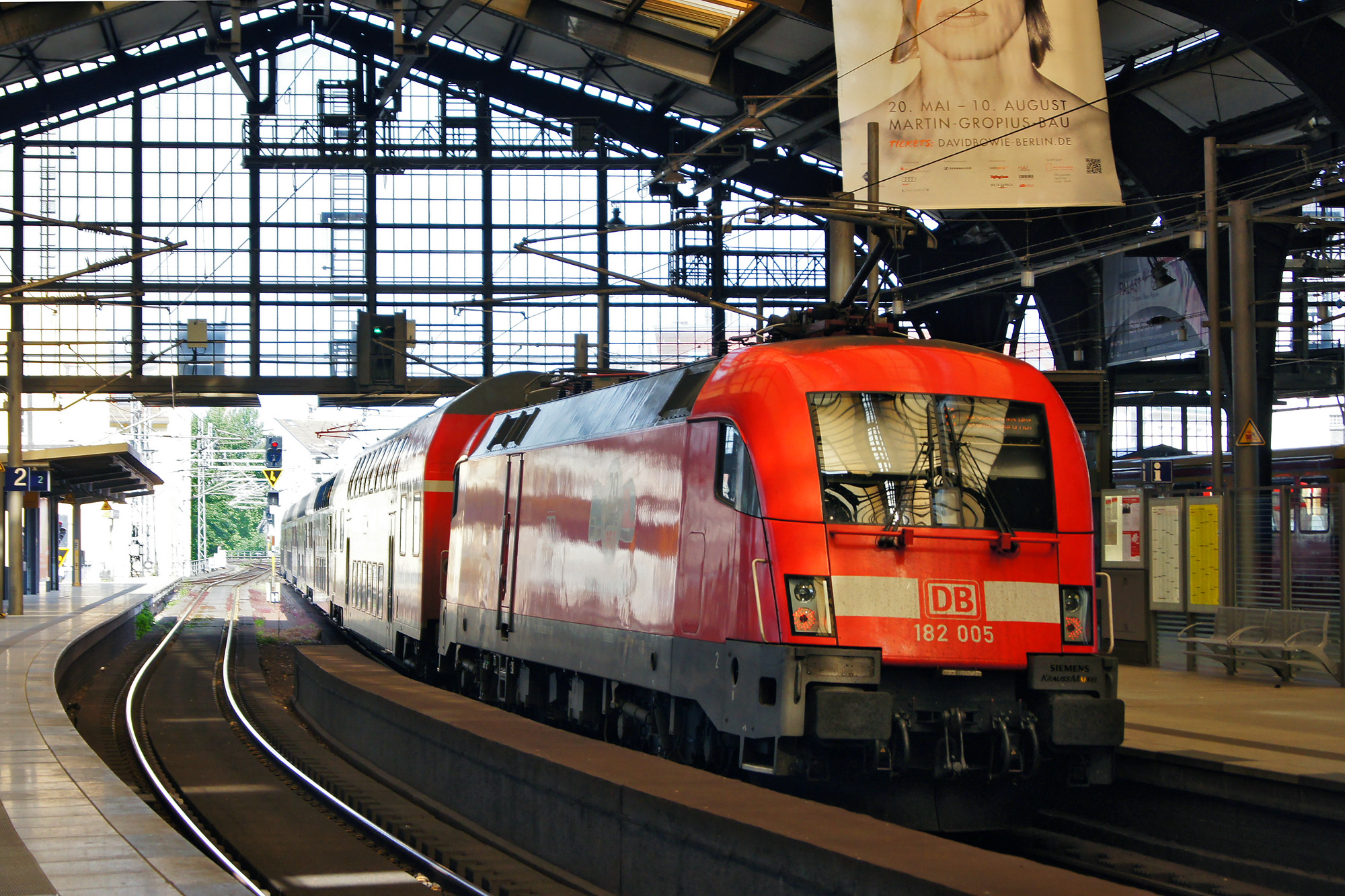
Regionaltåg
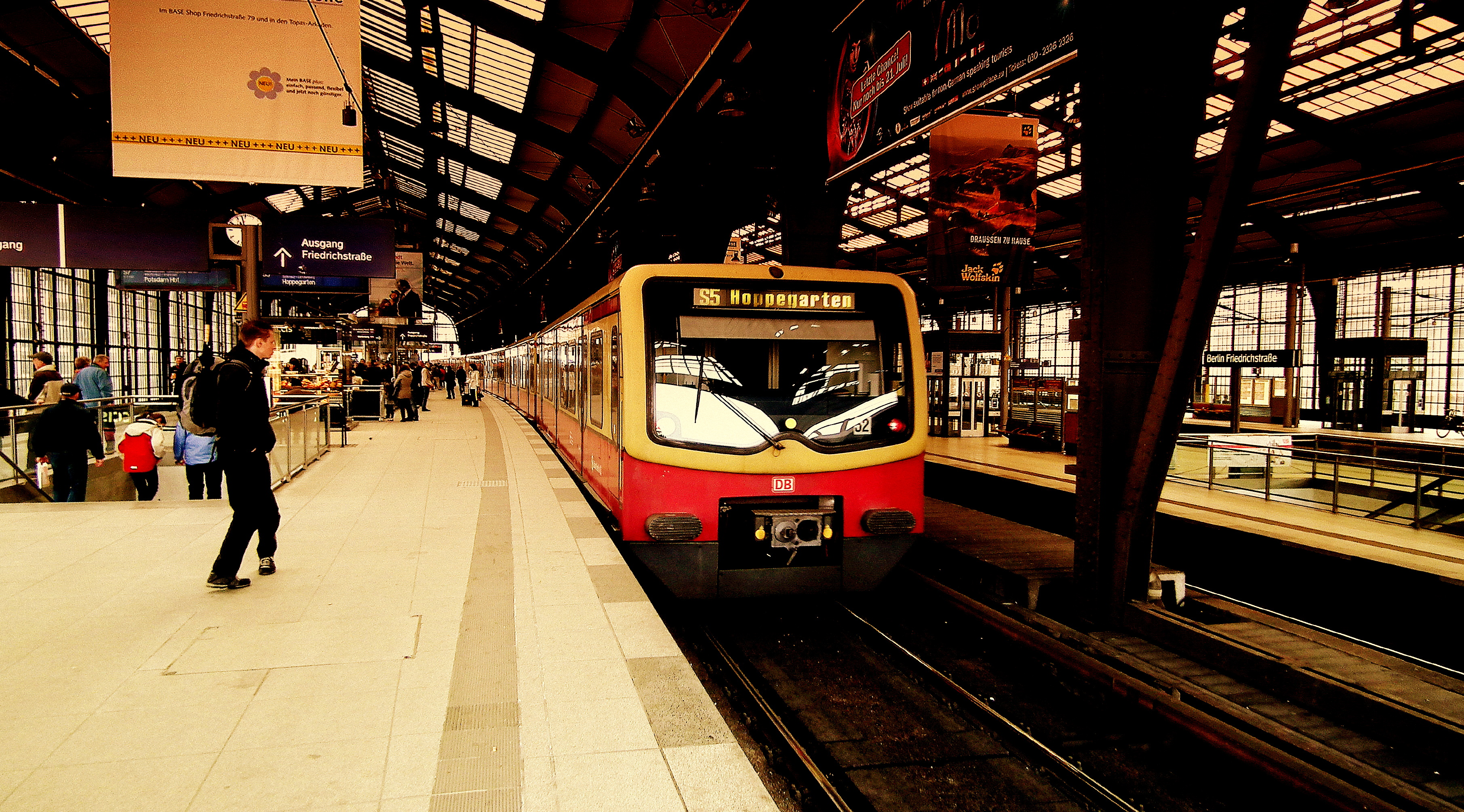
S-Bahntåg övre plan
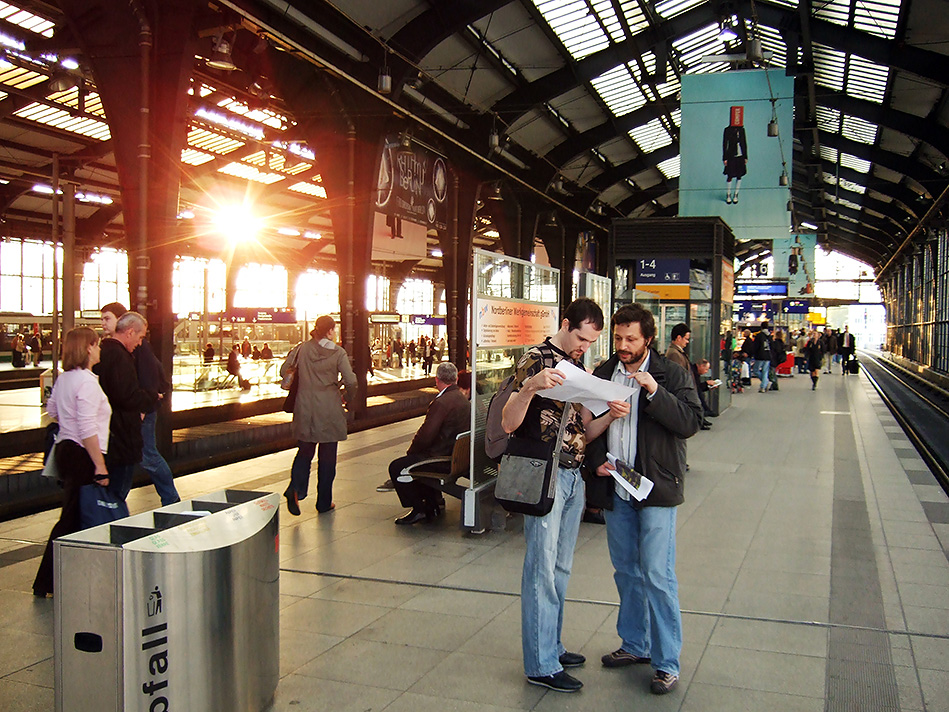
Spårhallen
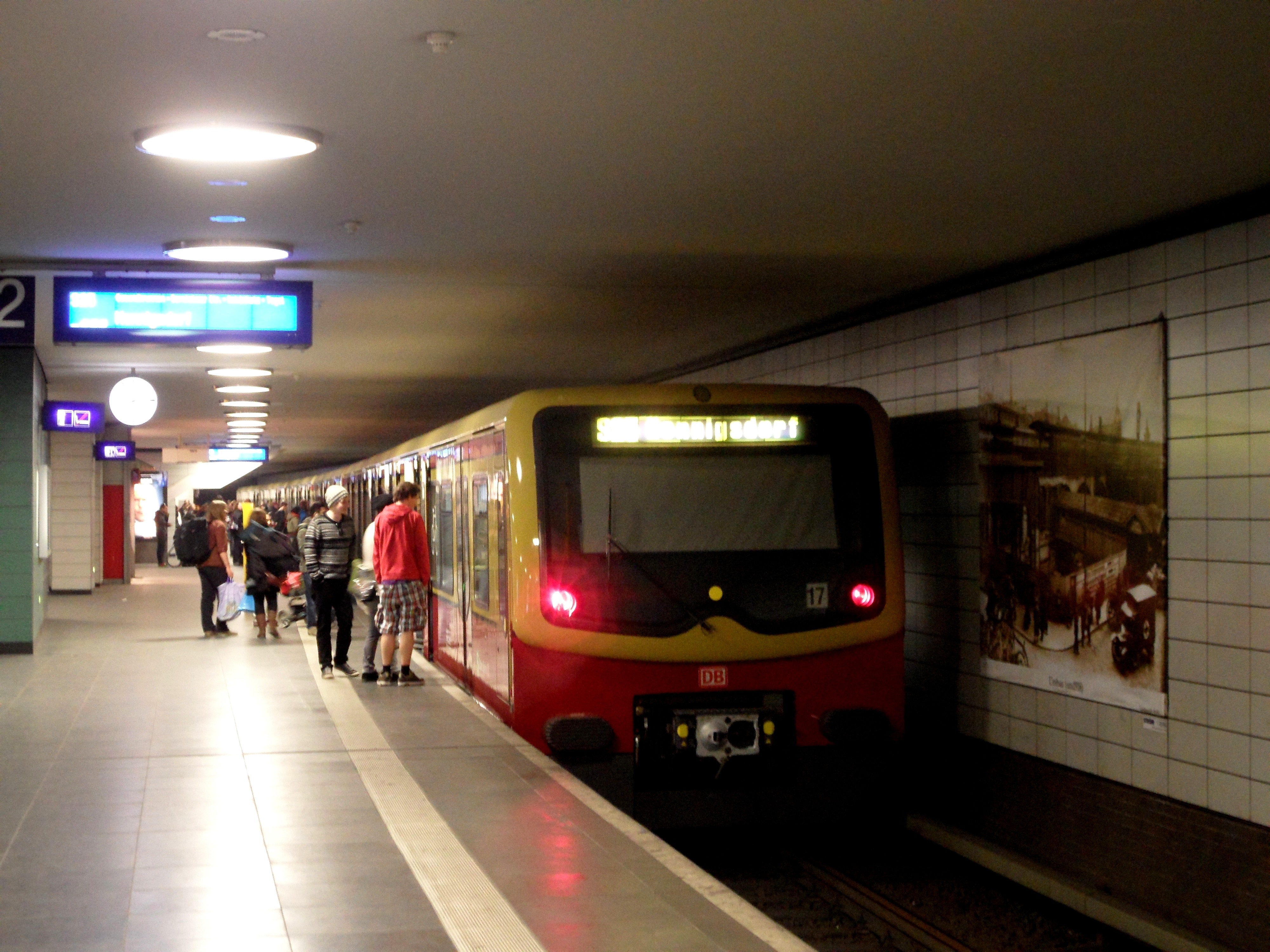
S-Bahntåg nedre plan
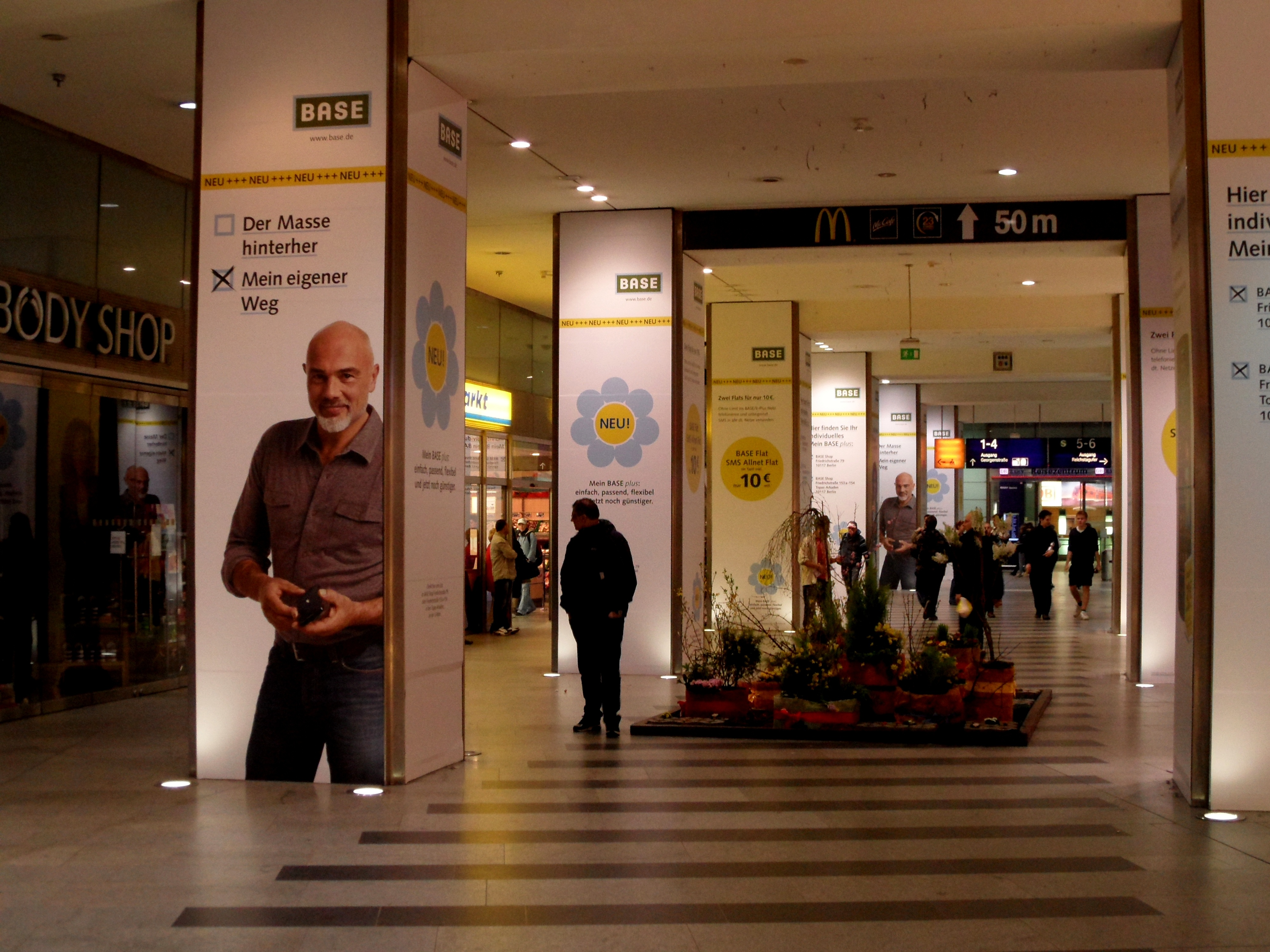
Affärer mellanplanet
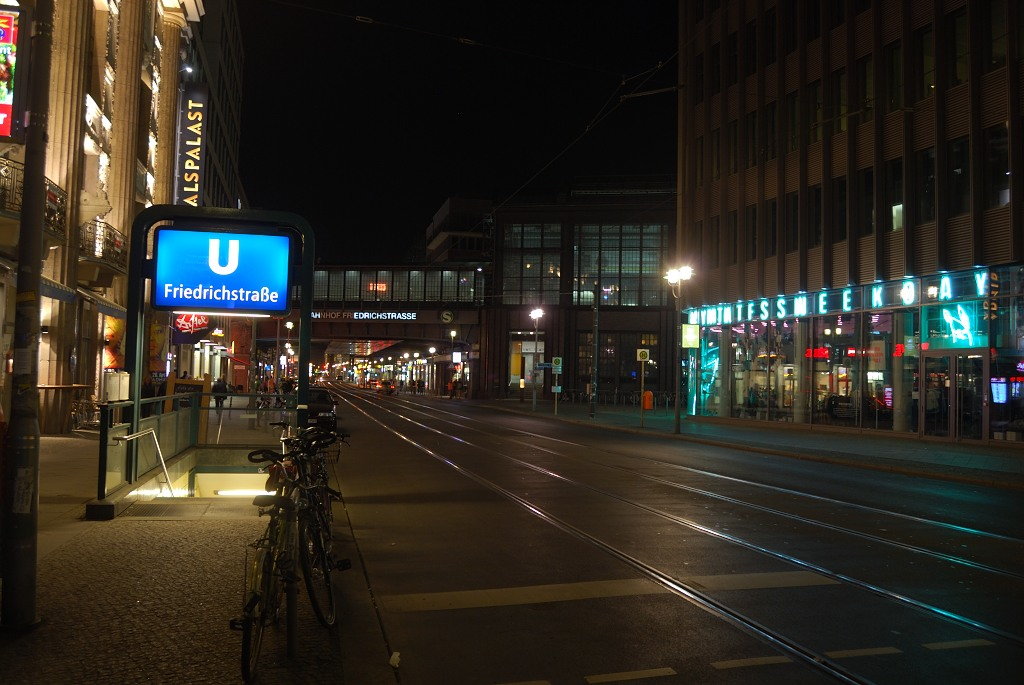
U-Bahn entré
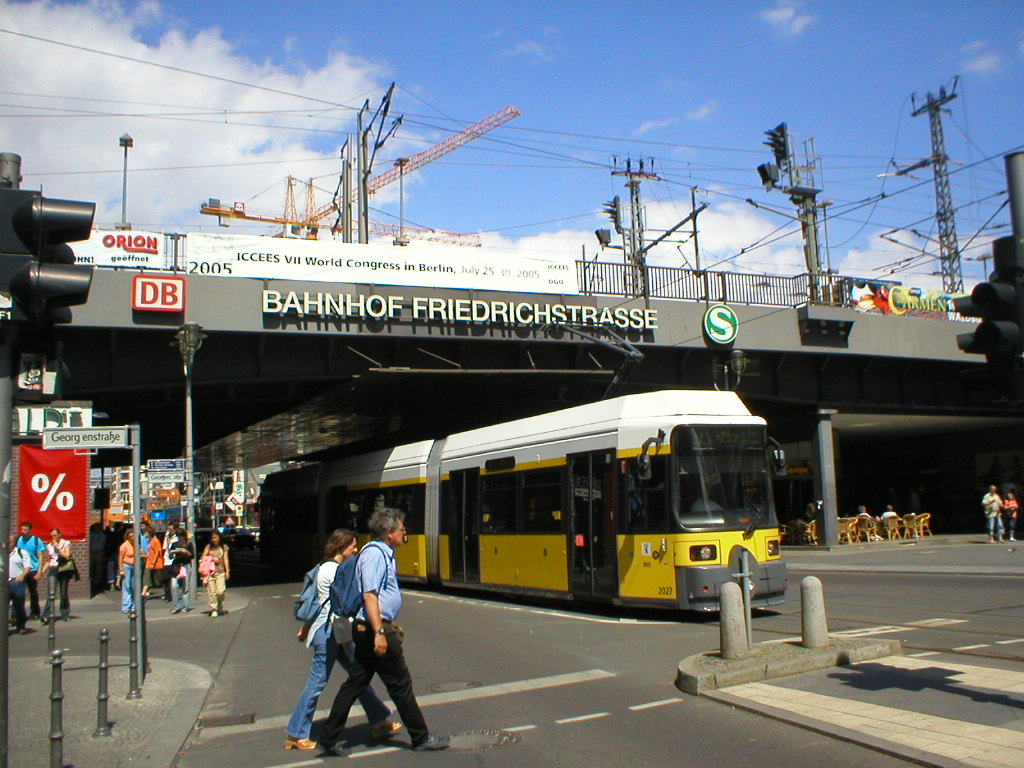
Spårvagn utanför Bahnhof Friedrichstraße
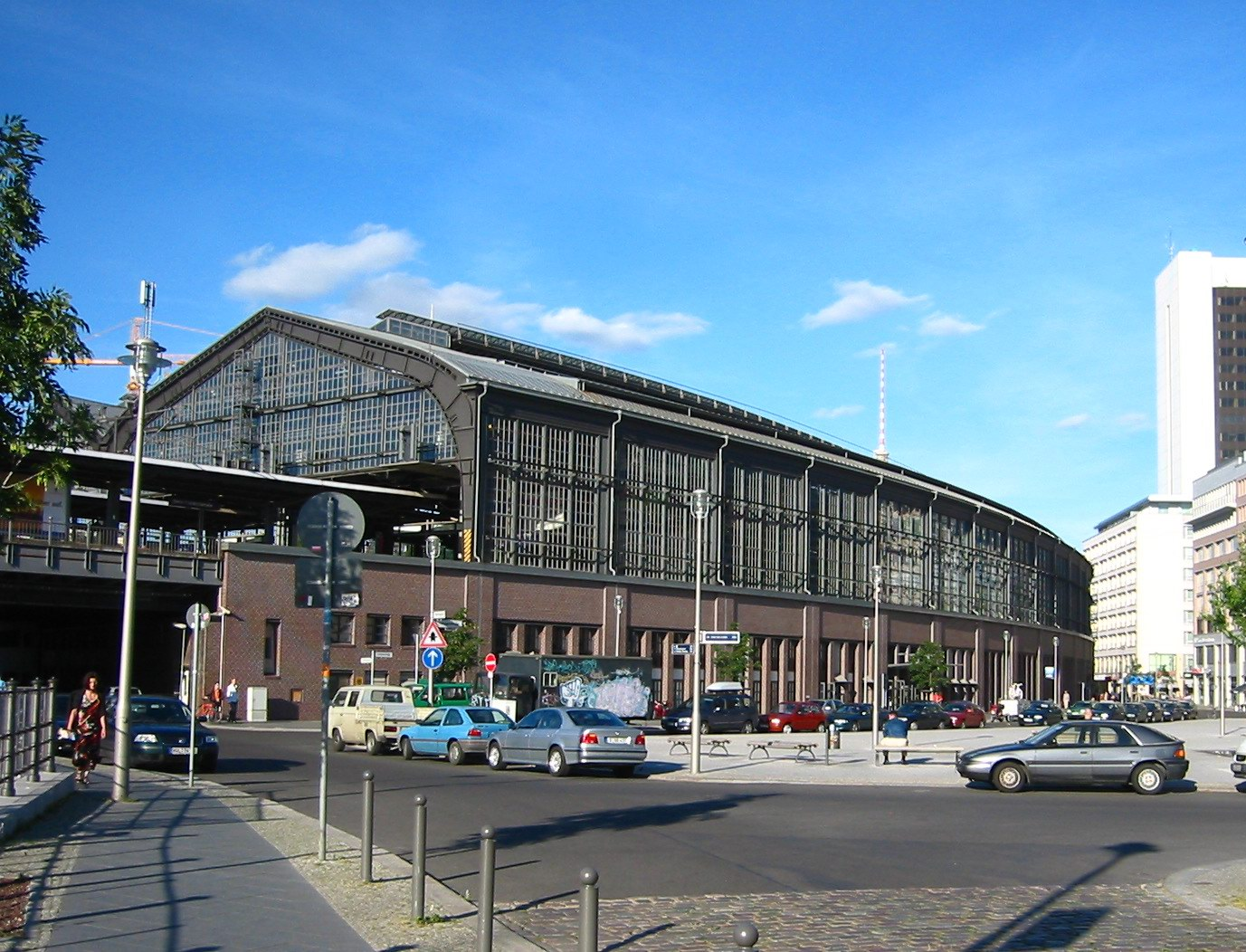
Huvudbyggnaden
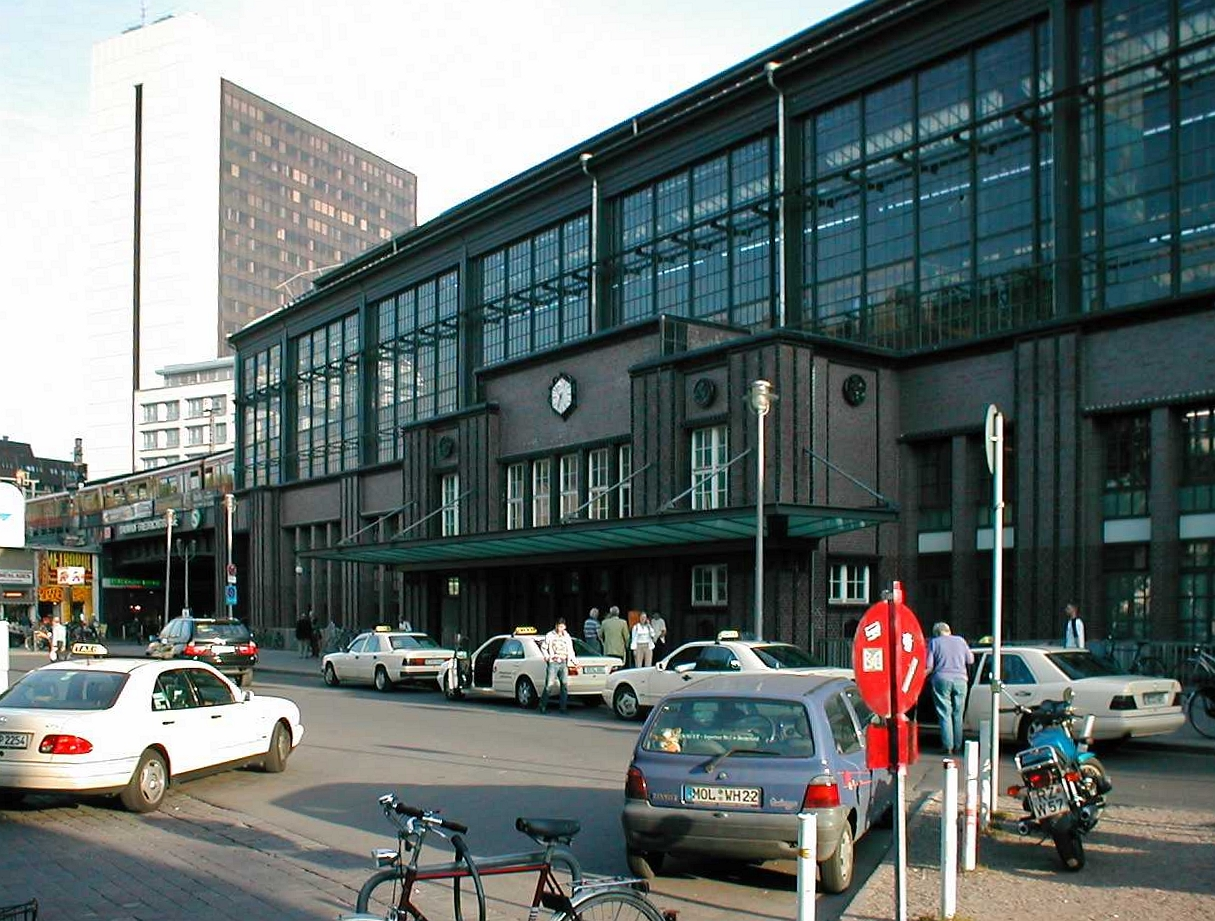
Huvudingången
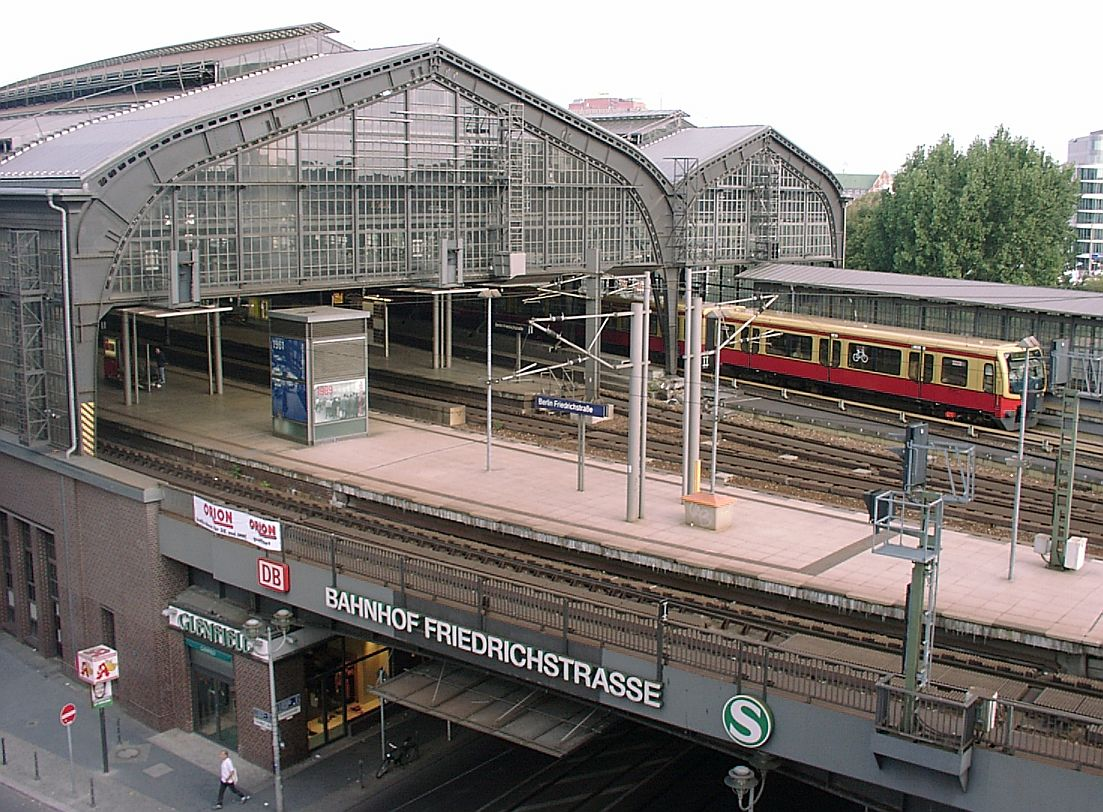
Spårområde
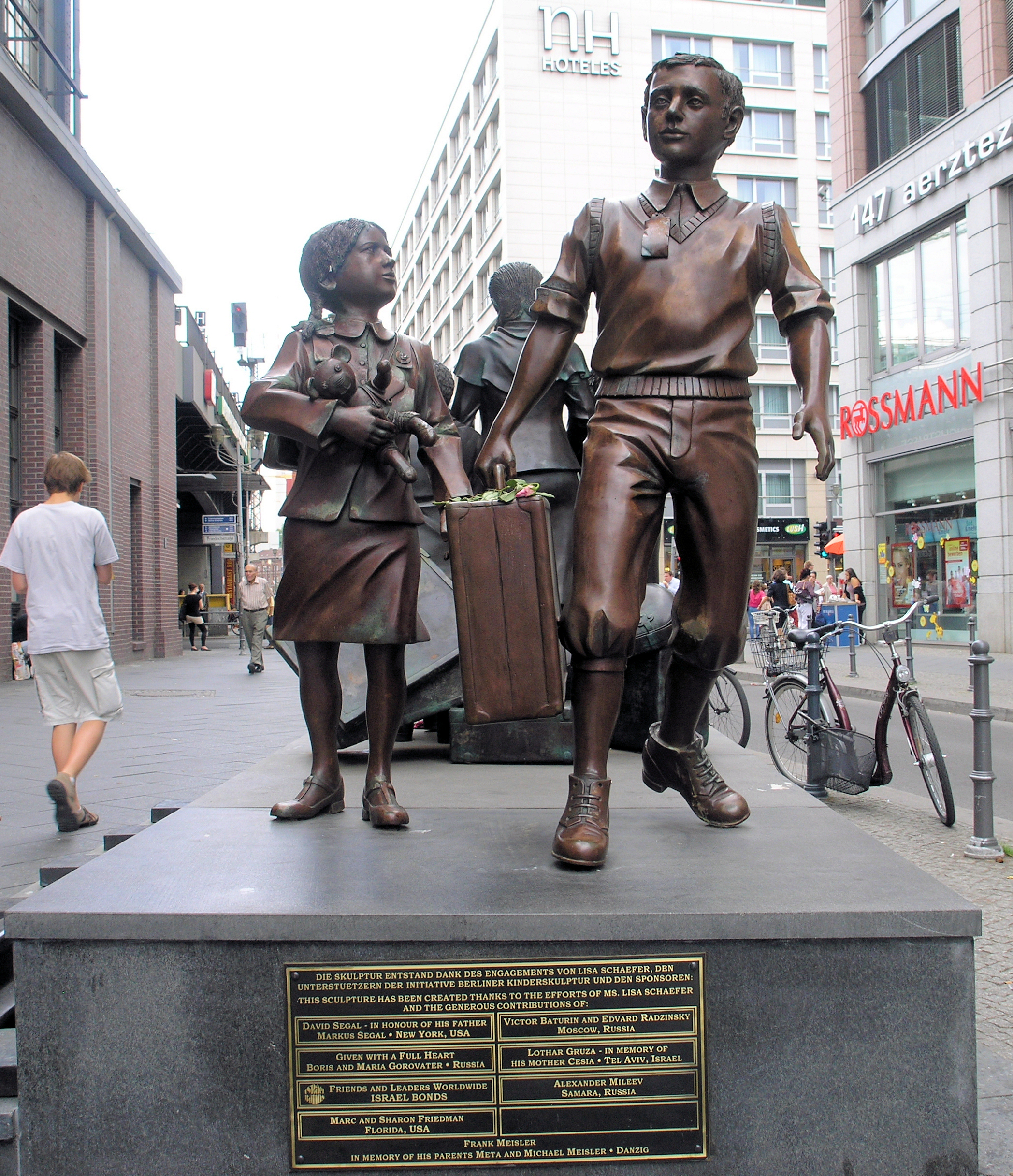
Monument
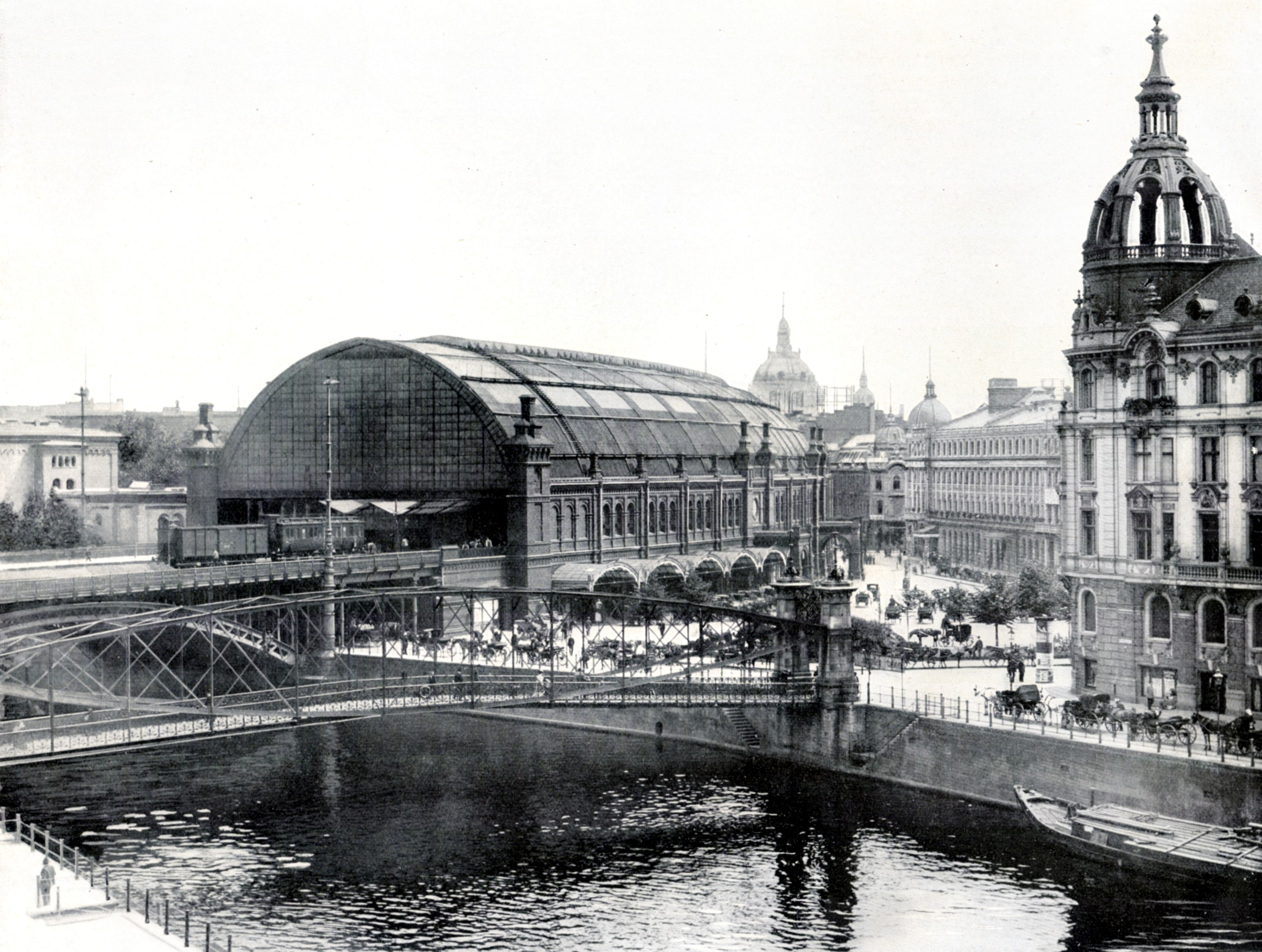
Bahnhof Friedrichstraße 1903